# House Music For Stripclubs
House Music For Stripclubs is het tweede studioalbum van het Nederlandse house- en technoduo €URO TRA$H, een zijproject van Yellow Claw. Het album werd op 29 november 2024 uitgebracht via het label Barong Family en bevat dertien nummers. De thematiek en esthetiek van het album zijn geïnspireerd op de cultuur rondom stripclubs.

## Achtergrond
€URO TRA$H werd in 2021 opgericht door Jim Taihuttu en Nils Rondhuis als een alter ego van Yellow Claw. Tijdens de coronapandemie ontstond de behoefte om muzikaal te experimenteren met andere muziekstijlen, los van het zwaardere geluid waarvoor Yellow Claw bekendstaat. Dit leidde tot de oprichting van €URO TRA$H als afzonderlijk project, met als doel volledige house-sets te kunnen draaien. Het debuutalbum, ¥€$, verscheen in 2023.

## Productie
De opnames van House Music For Stripclubs vonden gedeeltelijk plaats tijdens tournees in de Verenigde Staten, waarbij vrije dagen werden benut om nieuw materiaal te schrijven. Een aanvullende schrijfperiode van acht weken op Bali, Indonesië, resulteerde in de overige nummers. De samenwerking met de voormalig danseres en rapper OGAQUAFINA, met wie eerder het nummer "1F2F" werd opgenomen, had volgens het duo een bepalende invloed op de richting van het project.
Vóór de release van het album werden singles zoals "Stick Ya Lips" en "House Music So Good" uitgebracht als proloog.
Een ex-danseres uit Seattle, die actief is als fotograaf en haar ervaringen uit het nachtleven vastlegt, werd benaderd om beeldmateriaal te verzorgen voor de albumhoes en de binnenzijde van de vinyluitgave. Volgens het duo vormden haar foto's een belangrijke inspiratiebron voor het project.

## Muzikale stijl en invloeden
House Music For Stripclubs is thematisch geïnspireerd door het nachtleven en de stripclubcultuur. Muzikaal combineert het album elementen van house- en technomuziek, gekenmerkt door zware baslijnen, vocalen en een clubgerichte structuur. Daarnaast zijn invloeden herkenbaar uit Nederlandse house- en gabbermuziek uit de jaren negentig. In vergelijking met het debuutalbum ¥€$ vertoont dit album een meer consistente energie en minder stiltes of onderbrekingen binnen de tracks.

## Tracklist
| 1.                 | 10 OUTTA 10 (met OGAQUAFINA) | 3:36 |
| 2.                 | I LIKE IT (met Almanac)      | 3:49 |
| 3.                 | WHAT YOU LOOKING FOR         | 3:02 |
| 4.                 | STICK YA LIPS                | 3:34 |
| 5.                 | BODY POP (met Feyi)          | 4:12 |
| 6.                 | PIPE IT UP (met Bok Nero)    | 4:20 |
| 7.                 | SOMETHING REAL               | 3:46 |
| 8.                 | TIE ME UP (met Almanac)      | 3:59 |
| 9.                 | REALLY HIGH (met Syaqish)    | 4:05 |
| 10.                | HOUSE MUSIC SO GOOD          | 3:32 |
| 11.                | THE CITY                     | 3:35 |
| 12.                | TOKYO (met valentina cy)     | 3:52 |
| 13.                | LITTLE LICK                  | 3:36 |
| Totale duur: 48:58 |                              |      |